# ری براون (بازیکن فوتبال)
ری براون (انگلیسی: Ray Brown; ۱۱ فوریهٔ ۱۹۲۸ – 2005 (aged 76-77)) بازیکن فوتبال اهل بریتانیا بود.
از باشگاه‌هایی که در آن بازی کرده‌است می‌توان به باشگاه فوتبال دومبارتون، باشگاه فوتبال نوتس کانتی، و باشگاه فوتبال کویینز پارک اشاره کرد.